# Hörcsik Richárd
Hörcsik Richárd (Sátoraljaújhely, 1955. december 23. –) magyar történész, a történelemtudomány kandidátusa, egyetemi tanár, tanszékvezető, református lelkész és politikus. A Fidesz–KDNP parlamenti képviselője, korábban Sárospatak polgármestere. 2010 óta az Országgyűlés európai ügyekkel foglalkozó bizottságának elnöke, ebben a minőségében rendszeresen bírálja az Európai Unió egyes intézményeit, különösen az Európai Ügyészséghez való csatlakozást. Ezzel párhuzamosan családtagjai és érdekeltségeik több alkalommal is jelentős összegű európai uniós támogatásban részesültek.

## Családi háttere
Nős, felesége dr. Hörcsik Richárdné, született Takács Erika, vállalkozó. Két gyermekük született: Hörcsik Hajnalka nyelvész, angoltanár, valamint ifj. Hörcsik Richárd borász, a Tokaj-Portius Pincészet munkatársa. Négy unoka nagyapja.

## Tanulmányai
Középiskolai tanulmányait a sárospataki Rákóczi Gimnáziumban (ma Sárospataki Református Kollégium Gimnáziuma) végezte, ahol 1974-ben érettségizett. Felsőfokú tanulmányait a Debreceni Református Hittudományi Akadémián folytatta, ahol 1980-ban okleveles református lelkészként végzett. Ezt követően az Eötvös Loránd Tudományegyetemen szerzett okleveles levéltárosi képesítést 1982-ben, majd ugyanott 1984-ben a bölcsésztudományok doktora lett. Egy évvel később történelem szakos középiskolai tanári végzettséget is szerzett. 1987 és 1989 között Soros-ösztöndíjban részesült, amelynek havi összege 5 ezer forint volt; ez 2018-as számítás szerint hozzávetőlegesen 105 ezer forintnak felelt meg. A Debreceni Egyetemen 2002-ben a történettudományok habilitált doktora címet szerezte meg. Angol középfokú, orosz alapfokú és latin nyelvismerettel rendelkezik.

## Szakmai tevékenysége

### A politikai szerepvállalás előtt
1977 és 1979 között segédlelkészként dolgozott a Sárospataki Református Egyházközségben. 1979-től a Tiszáninneni Református Egyházkerület Tudományos Gyűjteményeinél helyezkedett el Sárospatakon, előbb levéltárosként (1979–1983), majd levéltárigazgatóként (1983–1994).

### Politikai pályafutása
Hörcsik Richárd politikai pályafutása 1990-ben kezdődött, amikor a Magyar Demokrata Fórum (MDF) színeiben mandátumot szerzett az első szabadon választott Országgyűlésben. A ciklus során tagja volt az első magyar delegációnak az Európa Tanács Parlamenti Közgyűlésében, és a rendszerváltást követően első magyarként szólalt fel az Európai Parlamentben. Kezdeményezője és egyik alapítója volt az Országgyűlés Európai Ügyek Bizottságának, valamint Habsburg Ottóval együtt társelnökként vezette az Európai Parlament és a Magyar Országgyűlés közös vegyes bizottságát. Az 1994-es országgyűlési választáson nem jutott be a parlamentbe. 1998-ban a Fidesz színeiben ismét országgyűlési képviselő lett, azóta folyamatosan tagja az Országgyűlésnek, a Borsod-Abaúj-Zemplén vármegyei 10., majd később az 5. számú választókerület képviseletében. 2006. október 1-jén nagy többséggel – a szavazatok 62,22 százalékát elnyerve – Sárospatak polgármesterévé választották, ezt a tisztséget egy cikluson keresztül töltötte be. A 2010-es önkormányzati választáson már nem indult újra. A 2014-es országgyűlési választáson a Fidesz–KDNP jelöltjeként ismét mandátumot szerzett, majd 2018-ban is a pártszövetség színeiben választották meg. A 2014-es választástól kezdődően nemcsak a zempléni, hanem az abaúji térség választóinak érdekeit is képviseli a Parlamentben. Hörcsik Richárd a 2022-es országgyűlési választás után is mandátumot szerzett, így immár hetedik parlamenti ciklusát tölti országgyűlési képviselőként. Emellett betölti a Fidesz Borsod-Abaúj-Zemplén megyei 5. számú választókerületének elnöki tisztségét is.

## Közéleti tevékenysége
1984 óta tagja az International Calvin Research Congress (Nemzetközi Kálvinkutató Kongresszus) szervezetének, 1985-től pedig a Scottish Church History Society (Skót Egyháztörténeti Társaság) tagja. 2004-ben csatlakozott a lengyelországi Krosnóban működő Portius Társasághoz. 2002-ben alapító tagja volt a Bodrogközi Régi Magyar Kultúra Alapítványnak, valamint a Zempléni Fejlesztési Társaság Alapítványnak, mindkét szervezetnél kuratóriumi tagságot vállalt. 2005-től a Hegyközi Településszövetség alelnöki tisztségét töltötte be, 2009-től pedig a Zempléni Tájak Vidékfejlesztési Egyesület elnökségi tagja. 2006 és 2011 között a Sárospataki Református Egyházközség presbitereként is tevékenykedett.
Hörcsik Richárd országgyűlési képviselőként részt vesz a Tokaj-Zemplén térség fejlesztését célzó programok támogatásában. A Tokaj Hegyalja Egyetem és a borvidék 27 településének együttműködésével megvalósuló kezdeményezések, valamint a Tokaj-Zemplén fejlesztési program célja a térség gazdasági megerősítése, a fiatalok helyben tartása és az idegenforgalom növelése. A fejlesztési tanács munkájában a képviselő együttműködik Wáberer György kormánybiztossal és más szereplőkkel.

## Kitüntetései és díjai
Nemzetközi elismerések közé tartozik az Európai Parlament nagy érme (1994), a lengyel „Pro Memoria” kitüntetés (2010), valamint a Lengyel Köztársasági Érdemrend Lovagkeresztje (2018). Hazai díjai és kitüntetései: a Sárospataki Református Teológiai Akadémia tiszteletbeli professzora (2009), Zemplénért aranygyűrű (2010), Polgárőr Érdemkereszt arany fokozata (2010), Kopácsi Sándor Polgárőr Érdemrend (2015), Karitatív-béke díj (2021), A vasútért kitüntetés (2021). Díszpolgári címet kapott többek között Nyíri (2000), Hercegkút (2002), Mikóháza (2006), Sárospatak (2014), Encs és Szalaszend (2017), Tiszakarád (2018), Füzér, Korlát, Szemere (2019), Vilyvitány, Abaújszántó, Golop, Rátka, Fony (2021), valamint Regéc (2022) településein. Egyéb önkormányzati elismerései: Abaúj Fejlesztéséért díj és Pálháza Városért Emlékérem (2016), Cigándért díj és Emlékérem Pányok fejlesztéséért (2019), Vámosújfaluért és Hejcéért díj (2021), valamint Szalaszendért díj (2022).

## Bírálatok és vitatott ügyek

### Képviselői költségtérítések körüli vita
2013-ban a Blikk napilap közzétette a képviselők parlamenti költségtérítéseinek tízes toplistáját, amely szerint a legnagyobb összegű térítést ebben az időszakban Hörcsik Richárd kapta. A lap adatigénylése alapján a politikus 26,8 millió forint költségtérítésben részesült a ciklus addigi részében, és a teljes ciklus végéig ez az összeg várhatóan 40 millió forintra nőtt volna. A költségtérítések rendszere akkoriban két elemből állt: a lakhatási támogatásból, illetve a választókerületi pótlékból. A választókerületi pótlék összege attól függött, milyen távolságra van a képviselő választókerülete Budapesttől, és havi 140 ezertől akár 672 ezer forintig is terjedhetett. A lista nyilvánosságra hozatala után több ellenzéki és kormánypárti képviselő is megszólalt. A lap kereste Hörcsik Richárdot is, de nem sikerült elérnie. Az akkoriban vitatott költségtérítési rendszert a később elfogadott szabályozás átalakította, és 2014-től a képviselők költségtérítési juttatásait megszüntették, helyette központilag biztosított üzemanyagkártyát, szállást és irodát kaptak.

### Göncruszkai vendégház és uniós források felhasználása
2018-ban a sajtóban megjelent beszámolók szerint a göncruszkai Ruszkay Pál Vendégház egy európai uniós támogatásból felújított ingatlan, amelyet a térség országgyűlési képviselőjének, Hörcsik Richárdnak a családtagjaihoz köthető szervezet, a Nitor Abaúj Szociális Szövetkezet üzemeltetett. A szövetkezet tagjai között szerepelt Hörcsik Richárd testvére és annak fia is, míg elnöke Sivák Zsolt volt, a szomszédos Gönc polgármesterének fia. A projekt során 18 millió forintnyi uniós forrást nyertek el vendégház kialakítására. A sajtóbeszámolók szerint a vendégházat jellemzően a képviselő családja használta, és az ingatlanon a nyilvános szálláshelyként való működés külső jelei kezdetben nem voltak egyértelműek. A projekt kommunikációja csak a sajtómegkereséseket követően jelent meg látványosabb módon, például a kapura kihelyezett foglalási emailcímmel és projektadatokat tartalmazó táblával. Az ügyet követően több sajtóorgánum is foglalkozott a vendégház használatának körülményeivel. A tudósítások szerint a vendégházat jellemzően családtagok és ismerősök látogatták, miközben kereskedelmi szállásként történő működésére kevés közvetlen bizonyíték állt rendelkezésre. A riportok alapján Hörcsik Richárd nem reagált érdemben az újságírói kérdésekre. Az esetet követően többen rámutattak arra, hogy a térségben hasonló, uniós támogatással megvalósult vendégház-projektek esetében is felmerültek hasonló visszásságok. Emellett bírálatok érték a terület- és településfejlesztési programokat is, miután több, egymással szomszédos település (pl. Cigánd, Abaújszántó, Encs, Gönc, Hercegkút és Pálháza) szinte szó szerint azonos tartalmú pályázatokkal nyert el jelentős – 30–60 millió forintos – támogatásokat. A sajtóvisszhang ellenére Hörcsik Richárd parlamenti pozícióját nem érintette az ügy: a 2018-as országgyűlési választásokat követően ismét őt nevezték ki az Országgyűlés európai ügyek bizottságának elnökévé.

### Ellentmondásos viszonya az Európai Unióval
Hörcsik Richárd 2010 óta az Országgyűlés európai ügyek bizottságának elnöke. Több alkalommal is bírálta az Európai Unió egyes intézményeit, különösen az Európai Ügyészséghez való csatlakozással szemben fogalmazott meg kritikákat. 2017-ben az Országgyűlésben arról beszélt, hogy Magyarország nem fél az uniós vizsgálatoktól, mert azokat az Eurojust és az OLAF intézményei is el tudják végezni. Több sajtóorgánum ugyanakkor arról számolt be, hogy a képviselő közeli hozzátartozói, valamint velük kapcsolatba hozható vállalkozások rendszeresen részesültek uniós támogatásokban. A beszámolók szerint unokaöccse és testvére uniós forrásból újították fel Hörcsik korábbi családi házát Göncruszkán, amely vendégházként nyert támogatást, azonban a helyiek szerint nem üzemel szálláshelyként. Hörcsik Richárd családjához köthető Dynamis Kft. 2015-ben 11 millió forint értékű európai uniós támogatást nyert el hordógyártásra. A cég profilja borászati célú hordók, tárolók és pinceberendezések előállítása. Ugyanebben az évben a Dynamis Kft. és ifj. Hörcsik Richárd Tokaj-Portius Borászata közösen vettek részt portugáliai borkóstoló rendezvényeken, amelyeket szintén uniós forrásból finanszíroztak. Ifj. Hörcsik Richárd borászata, a Tokaj-Portius Borház 2023 őszén 160 millió forint vissza nem térítendő európai uniós támogatásban részesült. A támogatás célja a borház fejlesztése és modernizálása volt, különös tekintettel az infrastrukturális és turisztikai szempontokra. A sajtóhírek szerint a borászat hosszabb ideje veszteségesen működött, ennek ellenére a beruházás megvalósult. A képviselő az RTL Híradó megkeresésére azt nyilatkozta, hogy nem rendelkezik érdekeltséggel a borászatban, és annak működtetésében nem vesz részt, ugyanakkor a parlamenti önéletrajzában szerepel, hogy alkalmanként segít fia pincészetében. Hörcsik Richárd a német tulajdonú Prec-Cast Öntödei Kft. felügyelőbizottságának tagja. A vállalat 2015-ben az Észak-Magyarországi Operatív Program keretében 1 milliárd forint európai uniós támogatást kapott, amelyet fejlesztésekre és gyártókapacitásának bővítésére fordított. A cég alumíniumöntvények gyártásával foglalkozik, és stratégiai beszállítónak számít az autóiparban. Hörcsik Richárd felügyelőbizottsági tagsága révén közvetetten kapcsolódik a projekt lebonyolításához. A fenti ügyek kapcsán több médium is rámutatott a képviselő EU-ellenes retorikája és családja EU-s támogatásokban való részvétele közti ellentmondásra. A képviselő a kérdésekre nem reagált.

### Választási mozgósítás, adatgyűjtés és voksturizmus gyanúja
2022 tavaszán több sajtóorgánum – köztük az Átlátszó és az Alfahír – részletes riportokban számolt be a Borsod-Abaúj-Zemplén megyei 5. számú választókerületben zajló választási előkészületekről, ahol Hörcsik Richárd volt a Fidesz–KDNP képviselőjelöltje. A beszámolók szerint a birtokukba került Excel-táblázatok alapján a kormánypárt részletes statisztikákat vezetett a választókerület településeinek szavazási aktivitásáról, támogatottságáról, valamint az elvárt szavazatszámokról. Az irányelvek szerint a helyi fideszes polgármestereknek és aktivistáknak településszinten meghatározott támogatóaláírás-számokat kellett teljesíteniük. A dokumentum egyik szerzője állítólag Sáfián Ádám, Abaújszántó fideszes polgármestere volt, aki korábban Hörcsik Richárd munkatársaként is tevékenykedett. A sajtóértesülések szerint a helyi önkormányzatok közmunkaprogramját egyes esetekben politikai célokra is felhasználhatták: források arról számoltak be, hogy közmunkásoknak szavazási kötelezettséget jeleztek, illetve kampányadatbázis-építésben is részt vehettek munkaidőben. A jelentések alapján a körzet számos szegény településén – így például Pusztaradványon – az elvárt szavazatarány kiemelkedően magas volt. A térségben a közmunkaprogram jelentős befolyással bír a lakosságra, és a különböző vizsgálatok korábban is kimutatták, hogy a közfoglalkoztatásban részt vevő falvakban a kormánypárt átlagon felüli eredményeket ért el. A választókerülethez tartozó Révleányvár esetében az Alfahír számolt be arról, hogy egy olyan házszámra, ahol valójában nem áll ingatlan, 19 ukrán nemzetiségű személy van bejelentve. A lap szerint ez felveti a voksturizmus lehetőségét. A parlament egy korábbi törvénymódosítása nyomán már nem feltétel az életvitelszerű ott-tartózkodás a lakcím bejegyzéséhez, így a választási névjegyzékbe történő bejelentkezés formálisan legális maradt. A választások idején a térség több pontjáról érkeztek sajtóbeszámolók szervezett mozgósításról, külső kampányerőkről és adatgyűjtésről, azonban ezekkel kapcsolatban sem választási eljárás, sem hatósági vizsgálat nem indult. Hörcsik Richárd a sajtóértesülésekre nem reagált nyilvánosan.

### Választási visszaélésekkel kapcsolatos sajtóbeszámolók a választókerületében
A 2022-es országgyűlési választásokat megelőzően több sajtóorgánum – köztük az Átlátszó – riportokban számolt be arról, hogy a sátoraljaújhelyi központú Borsod-Abaúj-Zemplén megyei 5. számú választókerületben, amelynek képviselője Hörcsik Richárd, a választási kampány során felmerült a szavazatvásárlás gyanúja. Az érintett régió (az encsi, gönci és cigándi járás) Magyarország legszegényebb térségei közé tartozik, ahol az újságírói beszámolók szerint a helyi lakosság körében „nyílt titoknak” számít a szavazatok pénzbeli ellentételezése. Az egyik riport szerint a választás napján a településeken – például Olaszliszkán és Cigándon – külső megfigyelők és ellenzéki jelöltek beszéltek olyan jelenségekről, mint a szavazólapok lefotózása vagy pénzjutalom ígérete egyes szavazatokért. A lap által megszólaltatott helyi lakosok és szavazatszámlálók szerint ezek a gyakorlatok visszatérő jelenségek voltak, bár konkrét bizonyítékot a riport nem közölt, és hivatalos eljárás sem indult az ügyben. A tudósítás szerint a körzethez köthető kampányesemények során egyes településeken (pl. Cigándon) felmerült a pénzosztás gyanúja is, ám az újságírók a helyszínen nem találtak erre vonatkozó egyértelmű bizonyítékot. A térség akkori ellenzéki jelöltje, Erdei Sándor az Átlátszónak úgy nyilatkozott, hogy szerinte „bevált gyakorlat” a szavazatokért nyújtott ellenszolgáltatás. Hörcsik Richárd a riportban nem szólalt meg, és az esetekkel kapcsolatban nem adott ki nyilvános nyilatkozatot.

### Rendszeresen kiugró üzemanyag-költségtérítései
Több sajtóbeszámoló is foglalkozott azzal, hogy Hörcsik Richárd az Országgyűlés képviselői közül rendszeresen a legmagasabb üzemanyag-költségtérítést veszi igénybe. A Blikk 2023-as adatigényléses cikke szerint Hörcsik 2022 augusztusa és 2023 júliusa között több mint 5 millió forint értékben tankolt, ami a lap számítása szerint körülbelül 132 ezer kilométeres futásteljesítménynek felel meg. Ezzel a kiadással Hörcsik vezette a képviselők rangsorát az adott időszakban. A képviselő az adatok nyilvánosságra kerülése után közölte, hogy választókerülete földrajzilag az egyik legnagyobb kiterjedésű, és 98 települést foglal magában, ezért különösen sokat utazik a körzeten belül. Saját becslése szerint éves futásteljesítménye 76 ezer és 90 ezer kilométer között lehetett. A Blikk 2024-es összesítése szerint Hörcsik Richárd ismét a legtöbbet autózó képviselő volt, az adott évben mintegy 4,5 millió forintot költött üzemanyagra, ami havi átlagban 375 ezer forint. A lap számítása szerint ez a fogyasztási adatok alapján körülbelül 105 ezer kilométeres éves futásteljesítménynek felel meg. A lista élén ezzel továbbra is ő szerepelt, az egyetlenként, aki túllépte a 4 milliós határt.

## Művei
Hörcsik Richárd tudományos és szakmai munkássága során 204 publikációja jelent meg, köztük 8 önálló kötet, 26 könyvfejezet, 84 lektorált tanulmány és 86 egyéb tudományos vagy ismeretterjesztő közlemény. Fontosabb művei az alábbiak:
- Emlékezés, értékelés, kitekintés; szerk. Hörcsik Richárd; Borsod-Abaúj-Zemplén Megyei Levéltár, Miskolc, 1988 (Sárospataki népfőiskolai füzetek)
- Protestáns keresztyének a politikában. Magyar-holland konferencia a Sárospataki Református Kollégiumban, 1991. november 22-23.; szerkesztő: Ben F. Nitrauw, Hörcsik Richárd; Sárospataki Református Kollégium–Református Politikai Szövetség, Sárospatak, 1992
- A Sárospataki Református Kollégium gazdaságtörténete, 1800–1919; Borsod-Abaúj-Zemplén Megyei Levéltár, Sárospatak, 1996
- A Sárospataki Református Kollégium diákjai, 1617–1777; Sárospataki Református Kollégium Tudományos Gyűjteményei, Sárospatak, 1998
- "Bodrog partján van egy város...". Tanulmányok Sárospatak történetéből; Napkút, Budapest, 2007

## Külső hivatkozások
- Hörcsik Richárd Országgyűlési adatlapja
- Hörcsik Richárd hivatalos honlapja